# Rhyacophila obliterata
Rhyacophila obliterata là một loài Trichoptera trong họ Rhyacophilidae. Chúng phân bố ở miền Cổ bắc.